# 元城町 (北九州市)
元城町（もとしろまち）は福岡県北九州市八幡西区の町。住居表示実施済み。郵便番号は806-0015。

## 地理
八幡西区の北部東端に位置し、南に大字熊手、南西に鳴水町、西に大字藤田、北西に河桃町、北に西川頭町，東川頭町に接し、北東に八幡東区祇園原町、東に八幡東区花尾町、南東に八幡東区大字前田と接する。

## 地域の特徴
花尾山の北麓、河頭山の東麓に位置する、起伏のある住宅地。町域の中央南寄りを北九州高速4号線が東西に走り、これより南側は山林が多く残る。北東部に福岡県立八幡中央高等学校がある。

## 歴史
1955年（昭和30年）、現在の末広町より八幡中央高等学校が当地に移転。

### 地名の由来
花尾城にちなむと思われる。

### 沿革
- 1970年（昭和45年）6月1日 - 元城町新設[5]。

### 町名の変遷
| 実施内容          | 実施年月日               | 実施後 | 実施前                             |
| ----------------- | ------------------------ | ------ | ---------------------------------- |
| 町名新設 住居表示 | 1970年（昭和45年）6月1日 | 元城町 | 大字藤田，大字前田，川頭町の各一部 |

## 世帯数と人口
2025年（令和7年）3月31日現在（北九州市発表）の世帯数と人口は以下の通りである。
| 町     | 世帯数  | 人口  |
| ------ | ------- | ----- |
| 元城町 | 148世帯 | 274人 |

### 人口の変遷
国勢調査による人口の推移。
| 1995年（平成7年）  | 473人 | [ 7 ]  |  |
| 2000年（平成12年） | 429人 | [ 8 ]  |  |
| 2005年（平成17年） | 406人 | [ 9 ]  |  |
| 2010年（平成22年） | 334人 | [ 10 ] |  |
| 2015年（平成27年） | 321人 | [ 11 ] |  |
| 2020年（令和2年）  | 264人 | [ 12 ] |  |

### 世帯数の変遷
国勢調査による世帯数の推移。
| 1995年（平成7年）  | 164世帯 | [ 7 ]  |  |
| 2000年（平成12年） | 162世帯 | [ 8 ]  |  |
| 2005年（平成17年） | 168世帯 | [ 9 ]  |  |
| 2010年（平成22年） | 155世帯 | [ 10 ] |  |
| 2015年（平成27年） | 139世帯 | [ 11 ] |  |
| 2020年（令和2年）  | 119世帯 | [ 12 ] |  |

## 学区
市立小・中学校に通う場合、学区は以下の通りとなる。
| 町     | 街区 | 小学校               | 中学校               |
| ------ | ---- | -------------------- | -------------------- |
| 元城町 | 全域 | 北九州市立花尾小学校 | 北九州市立花尾中学校 |

## 交通

### バス
域内のバス停と系統は以下のとおりである。
| 運行事業者 | 運行事業者   | 西鉄バス北九州 |
| 系統       | 系統         | 73             |
| 停留所     | 元城町       | ○              |
| 停留所     | 花尾東登山口 | ○              |

## 施設

### 教育施設
- 福岡県立八幡中央高等学校

### 公園
- 元城公園